# 松本一樹
松本一樹（まつもと かずき、1996年8月8日- ）は、日本の俳優。TEMISU Agency所属。
大阪府出身。芸能事務所「TEMISU Agency合同会社（設立2020年9月）」の代表。

## 略歴

### 概要
2017年に大学の野球の試合終わりに原宿で大手事務所にスカウトされ、モデルとして活動を開始。
2018年にミスターコンテストでDHCから審査員特別賞を受賞し、いくつかの芸能事務所から移籍のオファーを受け、2019年春に移籍。
その年にバルクオムやナイトアイボーテのCMに抜擢され、数々の広告や雑誌「NINE CONTINUE」のレギュラーモデルとして活動する。
2020年には資生堂の広告モデルに抜擢され、2020年9月にTEMISU Agency合同会社を設立。

### 詳細
2017年、大学の野球の試合終わりに原宿で大手事務所にスカウトされ、モデル活動を開始。
同年、ジュノンスーパーボーイコンテストにてBEST50入りを飾る。
同年、株式会社イシカワのWEB広告、株式会社ランドマークのWEB広告にてメインタレントして出演。
2018年、日本大学ミスターコンテストにて『審査員特別賞』を受賞。
同年には、『関西コレクション』2018S/Sへの出演を飾った。また主なモデル活動として、アパレルブランド『Sikon』のPV/メイン出演、アパレルブランド『TOOT』のレギュラーモデル、『スタジオ728』のECサイト和装モデルがある。
その後、いくつかの芸能事務所から移籍のオファーを受け、2019年春に事務所移籍。芸能活動の幅を広げ、舞台活動やCMへの出演を果たした。
2019年、主な活動として、男性用化粧品ブランド『株式会社BULK HOMME（バルクオム）』のWEBCMのメインタレントや、舞台『21 1/2世紀の少女』の主演:早馬役を務めている。
また、同年に自身が代表を務める芸能事務所『TEMISU Agency合同会社』を設立。タレント発掘を行い、様々なWEB広告やモデル、テレビ出演のタレントを生み出している。
2020年では、化粧品メーカー株式会社『資生堂』のWEB広告にメイン出演、舞台『ロミオとジュリエット』にてパリス伯爵役を務めた。
その他、『株式会社曽根自動車』や『株式会社山田自動車』のWEB広告のメイン出演も行っている。
2021年には関西テレビ『土曜はナニする⁉︎』のイケドラコーナーにてメイン出演を果たし、テレビ出演へと活躍の幅を広げている。また、全世界の登録者数が1億人を超える『荒野行動』のWEBCMへメイン出演。
他、舞台『九識のスプリント〜いざ、駆ける瞬間〜』にて木島浩平役での出演、『株式会社CREATIVE PARTY』のWEBCMや、『大阪中之島デンタルクリニック』WEBムービーモデルなども務めた。
2022年では、医療機器メーカー『株式会社コラントッテ』のWEB広告に出演している。

## 人物

### 趣味
筋トレ/野球/香水集め

### 特技
野球/卓球/水泳/書道

### 好きなもの・こと
犬

### 憧れの人物
市原隼人

## 出演

### 舞台
- 2019年 舞台「バックホーム〜炎〜[7][出典無効]」/亀田頼人役
- 2019年 舞台「21 1/2世紀の少女[2][出典無効]」/主演:早馬役
- 2020年 舞台「ロミオとジュリエット」/パリス伯爵役
- 2021年 舞台「九識のスプリント〜いざ、駆ける瞬間〜[5]」/木島浩平役[要出典]

### イベント
- 2018年 関西コレクション2018S/S

### CM
- 2019年 株式会社バルクオム「BULK HOMME」WEBCM/メイン
- 2019年 株式会社エムアンドエム「ナイトアイボーテ」WEBCM/メイン
- 2021年 株式会社CREATIVE PARTY WEBCM/メイン
- 2021年 荒野行動 WEBCM/メイン

### モデル
- 2017年 株式会社イシカワWEB広告/メイン
- 2017年 株式会社ランドマークWEB広告/メイン
- 2018年 アパレルブランドSikon PV/メイン
- 2018年 アパレルブランドTOOT/レギュラーモデル
- 2018年 スタジオ728和装モデルECサイト/メイン
- 2019年 株式会社ソシアスメディカルケアWEB広告/メイン
- 2019年 雑誌NINE CONTINUE/レギュラーモデル
- 2019年 アパレルブランド「刺繍屋[8][出典無効]」WEB広告[9][出典無効]/メイン
- 2020年 株式会社山田自動車WEB広告/メイン
- 2020年 株式会社曽根自動車WEB広告/メイン
- 2020年 株式会社資生堂WEB広告[3]/メイン
- 2021年 大阪中之島デンタルクリニックWEBムービー/メイン
- 2022年 株式会社コラントッテWEB広告/メイン

### その他
- 2017年 ジュノンスーパーボーイコンテスト/BEST50
- 2018年 日本大学ミスターコンテスト/審査員特別賞
- 2021年 関西テレビ「土曜はナニする⁉︎」イケドラ[4][出典無効]コーナー/メイン